# سلطنة ماغويندناو
سلطنة ماغويندناو، كانت دولة مسلمة حكمت أجزاء من جزيرة مينداناو في جنوب الفلبين, وأشهر حكامها هو محمد ديباتوان قدرة الله نصر الدين (1619–1671).

## تاريخ
قدم شريف كابونسوان من جوهر لنشر الإسلام في المنطقة في نهاية القرن ال16 وفرض نفسه سلطان على مالابانج-لاناو. وقعت هذه السلطنة في أيدي إسبانيا وأصبحت في النهاية جزءًا من الفلبين.